# Blanche Gerstman
Blanche Wilhelmina Gerstman (Kaapstad, 2 april 1910 – aldaar, 11 augustus 1973) was een Zuid-Afrikaans componiste en musicus.
Ze had Britse ouders, maar werd opgenomen in een pleegfamilie, waarvan ze naam overnam.
Ze kreeg haar opleiding vanaf haar twaalfde van Victor Hely-Hutchinson (muziektheorie) en Cameron of Colin Taylor (piano). Ze studeerde aan het Suid-Afrikaanse Musiekkollege (South African College of Music) in Kaapstad bij William Henry Bell. Ze zou in 1932 in Zuid-Afrika als eerste vrouw de titel "Bachelor of Music" mogen voeren, verkregen aan de Universiteit van Kaapstad. Daarna was ze enige tijd medewerkster van de Zuid-Afrikaanse Omroep, waarna ze docent harmonieleer en contrapunt werd aan de muziekschool waar ze zelf les had gehad. Ze ontwikkelde daarbij interesse voor de contrabas en mocht in 1950 als bassiste plaatsnemen in het Symfonieorkest van Kaapstad. Ze werd er uiteindelijk eerste contrabassist. Ze zei haar functie aan het muziekcollege daarvoor op. Ze kreeg een studiebeurs van 300 Engelse pond om een jaar studie te volgen aan de Royal Academy of Music bij docent Howard Ferguson. In 1951 terug in Zuid-Afrika nam ze haar functie als contrabassist weer op tot 1961, toen ze docent werd aan de Universiteit van Pretoria. Ze bleef er slechts twee jaar, ze vertrok naar een orkest in Durban (Durban Civic Orchestra). Ook dat verblijf was kortstondig want ze keerde terug naar Kaapstad, zowel naar het orkest als naar de muziekinstelling.
In 1928 werd een van haar eerste composities Hellas voor sopraan, vrouwenkoor en orkest uitgevoerd in Kaapstad. Daarna volgden eerst veelal instrumentale composities waaronder een sonate voor viool en piano. Toch zou ze bekender worden door de liederen met Engelse, Duitse en Nederlandse teksten van bijvoorbeeld Jan F.E. Celliers, W.E.G. Louw, Elisabeth Eybers (liederencyclus Die land van die vrouw uit 1953) en Ch. Weich. Andere werken waren Die boodschap van Maria (op tekst van Nicolaas Petrus van Wyk Louw) en Ode to South Africa (op tekst van I.D. du Plessis), beide in de jaren 40 geschreven. De composities zouden daarbij van romantische aard zijn, ook terug te vinden in het slaapliedje Pikaninie-Wiegelied.
Ze zou ongetrouwd blijven.